# Alexandre Jean (commerçant)
Pour les articles homonymes, voir Jean.
Alexandre Jean, premier maire de Dakar, est né à Marans (Charente-inférieure) le 8 novembre 1845, décédé le 8 août 1915.

## Biographie
Notable, négociant et commerçant de la ville de Dakar, il est le premier maire élu par le conseil municipal de Dakar, le 9 décembre 1887. Il exerce le mandat de maire de Dakar à deux périodes de 1887 à 1892, puis de 1896 à 1898.
Il reçoit le titre de chevalier de la Légion d’honneur, le 12 janvier 1891. Déclaré en état de faillite en juillet 1898, il sera suspendu puis réintégré dans ses droits en 1908.

## Distinctions
- Chevalier de la Légion d'honneur (1891)